# Joško Kreković
Joško Kreković (Spalato, 17 aprile 1969) è un ex pallanuotista e allenatore di pallanuoto croato, allenatore della Metanopoli. Vincitore di una medaglia di argento ai giochi olimpici di Atlanta 1996.

## Palmarès

### Trofei nazionali
- Campionato jugoslavo: 1

Jadran Spalato: 1991
- Kup Hrvatske: 1

POŠK: 1999-00

### Trofei internazionali
- Coppa delle Coppe: 1

Mornar: 1986-87
- Eurolega: 2

Jadran Spalato: 1991-92, 1992-93
- Coppa COMEN: 2

Jadran Spalato: 1991, 1995